# Hauptstraße C25
Die Hauptstraße C25 im Osten Namibias zweigt in Rehoboth von der Nationalstraße B1 ab und führt in östlicher Richtung über Uhlenhorst und Blumfelde bis zur Hauptstraße C20 in Leonardville.